# Personalización de productos y servicios
La personalización es la individualización de productos o servicios a través de la interacción personal entre una empresa y sus clientes. Una compañía es personalizada cuando es capaz de establecer un diálogo individualmente con los clientes y responder mediante la personalización de sus productos, servicios, y mensajes en una base de uno-a-uno. La personalización requiere que una empresa cambie su modelo de comercialización del orientado al vendedor al orientado al comprador. El objetivo es ayudar a los clientes a identificar mejor lo que quieren. La personalización permite que las compañías tengan la capacidad de adaptar la personalización y las iniciativas uno-a-uno del marketing para el entorno del marketing digital. La personalización usa un proceso de personalización en masa “construir-a-orden” para entregar un producto o brindar un servicio que satisfaga las necesidades del cliente. Este es un aspecto fundamental del nuevo paradigma del marketing emergente.
La palabra "personalización" es un neologismo, definido como la combinación de la personalización de la operación y la mercadotecnia.
La capacidad de reunir información de y sobre el cliente es un aspecto importante en la personalización. Se requiere de la interacción entre el cliente y la empresa, para recibir retroalimentación, revisar y responder. Generalmente la personalización da como resultado una mejora en la calidad y la innovación. Los programas de personalización tienen un conjunto genérico de actividades y una filosofía común, pero los detalles de su aplicación varían para cada unidad u organización. La personalización combina la personalización masiva y la obtención de información sobre la demanda individual del consumidor mediante la participación de los clientes. Es considerada como la siguiente generación de personalización masiva.
Tanto la personalización masiva y la personalización son intentos para proporcionar productos y servicios para satisfacer mejor las necesidades de los clientes, y se basan en la Internet como vehículo para la aplicación de este concepto de una manera económicamente amigable.
La personalización combina la personalización en masa con el marketing personalizado y permite que los clientes diseñen los productos y servicios de su elección. En contraste con la personalización masiva y personalización, la personalización no requiere una gran cantidad de información previa sobre el cliente. En efecto, la personalización redefine la relación entre una empresa y sus clientes. El cliente diseña el producto y el servicio mientras que la empresa "arrienda" al cliente su logística de fabricación y otros recursos

## Estrategias
La personalización y otras tendencias principales, así como la creciente influencia de la globalización y la Internet, tienen grandes implicaciones para las estrategias de marketing y de negocios, así como para las operaciones de la empresa del siglo 21.
La personalización requiere una integración efectiva entre el marketing, operaciones, I&D, finanzas, y la información. También requiere un reinvención de la orientación y los procesos de la empresa, especialmente en lo que respecta a I&D, operaciones, marketing y finanzas, y los cambios en la estructura organizacional necesaria para apoyar esta integración.
El auge de Internet no sustituye la publicidad de difusión estándar, pero permite la comunicación interactiva con los clientes.
La personalización no es una estrategia que sustituye al marketing masivo tradicional, pero ofrece opciones competitivas adicionales en el desarrollo de una estrategia global de marketing. Por lo tanto el desafío que enfrentan las organizaciones es, como diseñar y gestionar un proceso de personalización junto con los servicios y productos en serie.

## Flexibilidad
Las empresas que presentan una mayor flexibilidad pueden ayudar a mejorar la personalización de muchas maneras. La flexibilidad puede cumplir las diferentes demandas de los clientes, que pueden reducir los impactos negativos sobre los cambios de la demanda y las fluctuaciones de la capacidad. 
Esto permite a la empresa la capacidad de usar los recursos críticos para producir exactamente lo que los clientes están buscando, y la capacidad de dirigirse a grupos de clientes. La flexibilidad también significa respuestas rápidas a los cambios de demandas. En el proceso de cocreación, la flexibilidad proporciona a una empresa la agilidad para solo hacer productos que los clientes quieran, a través de la comunicación con los consumidores. Esto hace a la flexibilidad una ruta crítica para la personalización. Las prácticas de cocreación están bien establecidos en contextos de negocio a negocio y se aplican cada vez más en los mercados de empresa a consumidor.

## Desafíos de la personalización
La personalización puede plantear desafíos relacionados con la obtención de información de los clientes, las expectativas mejoradas del cliente, cuestiones tarifarias de ofertas personalizadas, y el cambio en toda la estrategia de marketing y de negocios que una empresa requiere.
La personalización efectiva requiere el intercambio de información y conocimientos entre empresas y clientes. Se requiere que los clientes estén dispuestos a compartir actitudes, preferencias y patrones de compra con la empresa sobre una base continua. Con el aumento de la competencia y las preocupaciones sobre la privacidad en línea, las empresas tienen que diseñar normas de privacidad y estructura de incentivos cuidadosamente para facilitar el intercambio de conocimientos entre ellos y sus clientes.